# Medaliści mistrzostw świata juniorów w snowboardzie
Lista medalistów mistrzostw świata juniorów w snowboardzie.

## Mężczyźni

### Gigant równoległy
| Rok i miejsce         | Złoto               | Srebro               | Brąz                 |
| --------------------- | ------------------- | -------------------- | -------------------- |
| 1997 Corno alle Scale | Lukas Grüner        | Travis McLain        | Charlie Cosnier      |
| 1998 Chamrousse       | Charlie Cosnier     | Xavier de Le Rue     | Lukas Grüner         |
| 1999 Seiser Alm       | Charlie Cosnier     | Andreas Prommegger   | Ryan Wedding         |
| 2000 Berchtesgaden    | Andreas Prommegger  | Suguru Sasaki        | Lukas Grüner         |
| 2001 Nassfeld         | Lukas Grüner        | Ryan Wedding         | Terumi Fujimoto      |
| 2002 Rovaniemi        | François Boivin     | Rudy Galli           | Meinhard Erlacher    |
| 2003 Prato Nevoso     | Rudy Galli          | Dominik Fiegl        | Philippe Berube      |
| 2004 Klínovec         | Dominik Fiegl       | Hiroki Tozaki        | Benjamin Karl        |
| 2005 Zermatt          | Benjamin Karl       | Rok Marguč           | Stefan Pletzer       |
| 2006 Vivaldi Park     | Aleksiej Żywajew    | Michael Lambert      | Luca Ponti           |
| 2007 Bad Gastein      | Alexander Bergmann  | Matthew Morison      | Yuuki Nofuji         |
| 2008 Valmalenco       | Jure Hafner         | Lukas Mathies        | Christoph Maltschnig |
| 2009 Nagano           | Radosław Jankow     | Iwan Ranczew         | Jure Hafner          |
| 2010 Otago            | Edwin Coratti       | Konstantin Szipiłow  | Stefan Baumeister    |
| 2011 Valmalenco       | Tim Mastnak         | Lukas Mathies        | Edwin Coratti        |
| 2012 Sierra Nevada    | Walerij Kolegow     | Dmitrij Tajmulin     | Dmitrij Bojko        |
| 2013 Erzurum          | Daniel Krebs        | Ołeksandr Bielinśkyj | Stefan Baumeister    |
| 2014 Valmalenco       | Walerij Kolegow     | Lee Sang-ho          | Władisław Szkurichin |
| 2015 Yabuli           | Lee Sang-ho         | Dario Caviezel       | Dmitrij Sariembajew  |
| 2016 Rogla            | Dmitrij Sariembajew | Dmitrij Karłagaczew  | Gabriel Messner      |
| 2017 Klínovec         | Dmitrij Sariembajew | Dmitrij Łoginow      | Arvid Auner          |

### Slalom równoległy
| Rok i miejsce      | Złoto                | Srebro               | Brąz                 |
| ------------------ | -------------------- | -------------------- | -------------------- |
| 2000 Berchtesgaden | Andreas Prommegger   | Dmitrij Wajtkus      | Raphael Geisreiter   |
| 2001 Nassfeld      | Lukas Grüner         | Gabriel Palfrader    | Matthias Ebner       |
| 2007 Bad Gastein   | Matthew Morison      | Daniel Leitenstorfer | Markus Schairer      |
| 2008 Valmalenco    | Radosław Jankow      | Christoph Mick       | Christoph Maltschnig |
| 2009 Nagano        | Gim Yong-hyeon       | Andriej Sobolew      | Hanno Douschan       |
| 2010 Otago         | Dmitrij Bazanow      | Edwin Coratti        | Johann Stefaner      |
| 2011 Valmalenco    | Lukas Mathies        | Dmitrij Bazanow      | Stefan Baumeister    |
| 2012 Sierra Nevada | Walerij Kolegow      | Christian Hupfauer   | Dmitrij Tajmulin     |
| 2013 Erzurum       | Stefan Baumeister    | Walerij Kolegow      | Indrik Trahan        |
| 2014 Valmalenco    | Dmitrij Tajmulin     | Maurizio Bormolini   | Władisław Szkurichin |
| 2015 Yabuli        | Władisław Szkurichin | Walerij Kolegow      | Lee Sang-ho          |
| 2016 Rogla         | Dmitrij Łoginow      | Dmitrij Karłagaczew  | Črt Ikovic           |
| 2017 Klínovec      | Ilja Witugow         | Dmitrij Łoginow      | Gabriel Messner      |

### Half-pipe
| Rok i miejsce         | Złoto              | Srebro                  | Brąz                |
| --------------------- | ------------------ | ----------------------- | ------------------- |
| 1997 Corno alle Scale | Tomas Johansson    | Jussi Oksanen           | Märten Gaimer       |
| 1998 Chamrousse       | Patrik Karlsson    | Jonathan Collomb-Patton | Kevin Saumade       |
| 1999 Seiser Alm       | Hampus Mosesson    | Jonathan Collomb-Patton | Espen Arvesen       |
| 2000 Berchtesgaden    | Anton Bergsten     | Markus Jonsson          | Toni-Markus Turunen |
| 2001 Nassfeld         | Heikki Sorsa       | John Lönnqvist          | Markus Keller       |
| 2002 Rovaniemi        | Steven Fischer     | Sergio Berger           | Mathieu Crepel      |
| 2003 Prato Nevoso     | Christophe Schmidt | Tyler Emond             | Julien Bourguignon  |
| 2004 Klínovec         | Markus Malin       | Sami Saarenpää          | Michael Goldschmidt |
| 2005 Zermatt          | Janne Korpi        | Louie Vito              | Kory Wright         |
| 2006 Vivaldi Park     | Kōhei Kudō         | Markus Malin            | Peetu Piiroinen     |
| 2008 Valmalenco       | Daniel Friberg     | Kazu’umi Fujita         | Keito Kumazaki      |
| 2009 Nagano           | Shohto Tsutsumi    | Dylan Bidez             | IIkka-Eemeli Laari  |
| 2010 Otago            | Taku Hiraoka       | Nathan Johnstone        | Manuel Pietropoli   |
| 2011 Valmalenco       | Taku Hiraoka       | Taylor Gold             | Ayumu Nedefuji      |
| 2012 Sierra Nevada    | Tim-Kevin Ravnjak  | Dimi de Jong            | Nikita Awtaniejew   |
| 2013 Erzurum          | Ikko Anai          | Tim-Kevin Ravnjak       | Lucien Koch         |
| 2014 Valmalenco       | Tim-Kevin Ravnjak  | Lyon Farrell            | Michael Schärer     |
| 2015 Yabuli           | Kweon Lee-jun      | Toby Miller             | Chase Blackwell     |
| 2017 Laax             | Cho Hyeon-min      | Toby Miller             | Chase Blackwell     |

### Snowcross
| Rok i miejsce       | Złoto                | Srebro                  | Brąz            |
| ------------------- | -------------------- | ----------------------- | --------------- |
| 2002 Rovaniemi      | Francesco Sandrini   | Janne Keinänen          | François Boivin |
| 2003 Prato Nevoso   | Francesco Sandrini   | Luca Guerni             | Thomas Parsons  |
| 2004 Oberwiesenthal | Paul-Henri de Le Rue | Francesco Sandrini      | Markus Schairer |
| 2005 Zermatt        | Tony Ramoin          | Markus Schairer         | Pierre Vaultier |
| 2006 Vivaldi Park   | Øystein Wallin       | Federico Raimo          | Romain Valéry   |
| 2007 Bad Gastein    | Stian Sivertzen      | Markus Schairer         | Alex Pullin     |
| 2008 Valmalenco     | David Durand         | Mathias Schöpf          | Tony Ramoin     |
| 2009 Nagano         | Omar Visintin        | Michael Hämmerle        | Roger Carver    |
| 2010 Otago          | Nikołaj Olunin       | Roger Carver            | Alex Tuttle     |
| 2011 Valmalenco     | Regino Hernández     | Matija Mihič            | Elias Koivumaa  |
| 2012 Sierra Nevada  | Alessandro Hämmerle  | Jarryd Hughes           | Jussi Taka      |
| 2013 Erzurum        | Lucas Eguibar        | Alessandro Hämmerle     | Jerome Lyman    |
| 2014 Valmalenco     | Daniił Dilman        | Lucas Eguibar           | Ken Vuagnoux    |
| 2015 Yabuli         | Daniił Dilman        | Sebastian Pietrzykowski | Ken Vuagnoux    |
| 2016 Rogla          | Luca Hämmerle        | Duncan Campbell         | Vincent Dreme   |
| 2017 Klínovec       | Kalle Koblet         | David Pickl             | Leon Beckhaus   |

### Big air
| Rok i miejsce          | Złoto           | Srebro            | Brąz            |
| ---------------------- | --------------- | ----------------- | --------------- |
| 2004 Oberwiesenthal    | Pekka Ruokaknen | Hubert Fill       | Shayne Pospisil |
| 2005 Zermatt           | Joy Geenen      | Erik-Johan Botner | Torstein Horgmo |
| 2006 Vivaldi Park      | Mario Käppeli   | Sami Saarenpää    | Tim Humphreys   |
| 2007 Bad Gastein       | Stian Aanestad  | Thomas Franc      | Kim-Rune Hansen |
| 2008 Valmalenco        | Petja Piiroinen | Roger Kleivdal    | Tero Manninen   |
| 2010 Otago             | Petja Piiroinen | Seppe Smits       | Ville Paumola   |
| 2016 Seiser Alm        | Chris Corning   | Carter Jarvis     | Francis Jobin   |
| 2017 Szpindlerowy Młyn | Yuri Okubo      | Yutaro Miyazawa   | Enzo Valax      |

### Slopestyle
| Rok i miejsce          | Złoto                   | Srebro               | Brąz           |
| ---------------------- | ----------------------- | -------------------- | -------------- |
| 2010 Otago             | Ståle Sandbech          | Ville Paumola        | Seppe Smits    |
| 2011 Valmalenco        | Clemens Schattschneider | Tim-Kevin Ravnjak    | Jan Scherrer   |
| 2012 Sierra Nevada     | Marco Grigis            | Darcy Sharpe         | Brandon Davis  |
| 2013 Erzurum           | Tyler Nicholson         | Lucien Koch          | Jonas Bösiger  |
| 2014 Valmalenco        | Michael Schärer         | Rowan Coultas        | Stian Kleivdal |
| 2015 Yabuli            | Erik Bastiaansen        | Carlos Garcia Knight | Mikko Rehnberg |
| 2016 Seiser Alm        | Chris Corning           | Carter Jarvis        | Chandler Hunt  |
| 2017 Szpindlerowy Młyn | Chris Corning           | Judd Henkes          | Tiarn Collins  |

## Kobiety

### Gigant równoległy
| Rok i miejsce         | Złoto                     | Srebro            | Brąz                  |
| --------------------- | ------------------------- | ----------------- | --------------------- |
| 1997 Corno alle Scale | Déborah Anthonioz         | Sabine Wutscher   | Evelyn Maier          |
| 1998 Chamrousse       | Julie Pomagalski          | Sabine Wutscher   | Sara Fischer          |
| 1999 Seiser Alm       | Nina Schlegel             | Małgorzata Kukucz | Sara Fischer          |
| 2000 Berchtesgaden    | Julie Pomagalski          | Heidi Krings      | Nina Schlegel         |
| 2001 Nassfeld         | Romy Pletzer              | Heidi Krings      | Florine Valdenaire    |
| 2002 Rovaniemi        | Heidi Krings              | Michelle Gorgone  | Marion Insam          |
| 2003 Prato Nevoso     | Niina Sarias              | Aprilia Hagglof   | Michelle Gorgone      |
| 2004 Klínovec         | Niina Sarias              | Amelie Kober      | Jasmin Seiler         |
| 2005 Zermatt          | Corinna Boccacini         | Amelie Kober      | Selina Jörg           |
| 2006 Vivaldi Park     | Jekatierina Tudiegieszewa | Isabella Laböck   | Julia Dujmovits       |
| 2007 Bad Gastein      | Jekatierina Tudiegieszewa | Aleksandra Żekowa | Karolina Sztokfisz    |
| 2008 Valmalenco       | Hilde-Katrine Engeli      | Ina Meschik       | Alona Zawarzina       |
| 2009 Nagano           | Sabine Schöffmann         | Julie Zogg        | Ina Meschik           |
| 2010 Otago            | Annamari Czundak          | Julie Zogg        | Ina Meschik           |
| 2011 Valmalenco       | Julie Zogg                | Stefanie Müller   | Cheyenne Loch         |
| 2012 Sierra Nevada    | Julie Zogg                | Stefanie Müller   | Emilie Aurange        |
| 2013 Erzurum          | Ester Ledecká             | Tanja Brugger     | Nadya Ochner          |
| 2014 Valmalenco       | Natalja Sobolewa          | Emilie Aurange    | Cheyenne Loch         |
| 2015 Yabuli           | Natalja Sobolewa          | Michelle Dekker   | Jelizawieta Salichowa |
| 2016 Rogla            | Jelizawieta Salichowa     | Elisa Profanter   | Carolin Langenhorst   |
| 2017 Klínovec         | Milena Bykowa             | Daniela Ulbing    | Larissa Gasser        |

### Slalom równoległy
| Rok i miejsce      | Złoto                      | Srebro                    | Brąz                       |
| ------------------ | -------------------------- | ------------------------- | -------------------------- |
| 2000 Berchtesgaden | Nina Schlegel              | Emmanuelle Duboc          | Julie Pomagalski           |
| 2001 Nassfeld      | Daniela Meuli              | Heidi Krings              | Romy Pletzer               |
| 2007 Bad Gastein   | Julia Dujmovits            | Jekatierina Tudiegieszewa | Jekatierina Iluchina       |
| 2008 Valmalenco    | Selina Jörg                | Hilde-Katrine Engeli      | Viktoria Stefaner          |
| 2009 Nagano        | Julie Zogg                 | Alona Zawarzina           | Sabine Schöffmann          |
| 2010 Otago         | Sabine Schöffmann          | Julie Zogg                | Jekatierina Chatomczenkowa |
| 2011 Valmalenco    | Julie Zogg                 | Cheyenne Loch             | Sabine Schöffmann          |
| 2012 Sierra Nevada | Julie Zogg                 | Stefanie Müller           | Cheyenne Loch              |
| 2013 Erzurum       | Ester Ledecká              | Cheyenne Loch             | Natalja Sobolewa           |
| 2014 Valmalenco    | Natalja Sobolewa           | Michelle Dekker           | Cheyenne Loch              |
| 2015 Yabuli        | Natalja Sobolewa           | Jeong Hae-rim             | Jelizawieta Salichowa      |
| 2016 Rogla         | Ramona Theresia Hofmeister | Milena Bykowa             | Elisa Profanter            |
| 2017 Klínovec      | Jemima Juritz              | Marija Wałowa             | Daniela Ulbing             |

### Half-pipe
| Rok i miejsce         | Złoto                  | Srebro                  | Brąz             |
| --------------------- | ---------------------- | ----------------------- | ---------------- |
| 1997 Corno alle Scale | Anna Hellman           | Laura-Kaisa Suokonautio | Kim Stacey       |
| 1998 Chamrousse       | Kim Dunn               | Sophia Bergdahl         | Sara Fischer     |
| 1999 Seiser Alm       | Fabienne Reuteler      | Kjersti Buaas           | Anna Olofsson    |
| 2000 Berchtesgaden    | Kelly Clark            | Anna Olofsson           | Kim Dunn         |
| 2001 Nassfeld         | Kjersti Buaas          | Chloé Laurent           | Eri Kokubo       |
| 2002 Rovaniemi        | Hannah Teter           | Heidi Kurkinen          | Audrey Achard    |
| 2003 Prato Nevoso     | Lindsey Jacobellis     | Silvia Mittermüller     | Sarah Kopinya    |
| 2004 Klínovec         | Sophie Rodriguez       | Paulina Ligocka         | Halley Van Muyen |
| 2005 Zermatt          | Sophie Rodriguez       | Clair Bidez             | Sina Candrian    |
| 2006 Vivaldi Park     | Clair Bidez            | Ellery Hollingsworth    | Sina Candrian    |
| 2008 Valmalenco       | Sophie Rodriguez       | Kaitlyn Farrington      | Linn Haug        |
| 2009 Nagano           | Cai Xuetong            | Queralt Castellet       | Li Shuang        |
| 2010 Otago            | Cilka Sadar            | Rebecca Sinclair        | Haruna Matsumoto |
| 2011 Valmalenco       | Haruna Matsumoto       | Hikaru Ohe              | Mirabelle Thovex |
| 2012 Sierra Nevada    | Arielle Gold           | Emma Bernard            | Lucile Lefèvre   |
| 2013 Erzurum          | Emma Bernard           | Verena Rohrer           | Lucile Lefèvre   |
| 2014 Valmalenco       | Verena Rohrer          | Zoe Kalapos             | Emily Arthur     |
| 2015 Yabuli           | Madison Taylor Barrett | Jeong Yu-rim            | Clara Jenner     |
| 2017 Laax             | Berenice Wicki         | Anna Valentine          | Leilani Ettel    |

### Snowcross
| Rok i miejsce       | Złoto              | Srebro                  | Brąz                 |
| ------------------- | ------------------ | ----------------------- | -------------------- |
| 2002 Rovaniemi      | Lindsey Jacobellis | Tanja Uhlmann           | Corinne Mottu        |
| 2003 Prato Nevoso   | Morgane Fleury     | Sandra Frei             | Niina Sarias         |
| 2004 Oberwiesenthal | Joanie Anderson    | Susanne Moll            | Hilde-Katrine Engeli |
| 2005 Zermatt        | Sophie Rodriguez   | Susanne Moll            | Diane Thermoz Liaudy |
| 2006 Vivaldi Park   | Christelle Doyon   | Helene Olafsen          | Julia Dujmovits      |
| 2007 Bad Gastein    | Helene Olafsen     | Aleksandra Żekowa       | Brooke Shaw          |
| 2008 Valmalenco     | Marion Perez       | Callan Chythlook-Sifsof | Brooke Shaw          |
| 2009 Nagano         | Océane Pozzo       | Aurore Savoye           | Ziggy Cowan          |
| 2010 Otago          | Eva Samková        | Faye Gulini             | Émilie Aubry         |
| 2011 Valmalenco     | Eva Samková        | Chloé Trespeuch         | Chloe Banning        |
| 2012 Sierra Nevada  | Loreleï Schmitt    | Charlotte Bankes        | Michela Moioli       |
| 2013 Erzurum        | Eva Samková        | Chloé Trespeuch         | Michela Moioli       |
| 2014 Valmalenco     | Charlotte Bankes   | Elisa Ravel             | Sarah Devouassoux    |
| 2015 Yabuli         | Charlotte Bankes   | Juliette Lefèvre        | Katie Anderson       |
| 2016 Rogla          | Kristina Paul      | Lara Casanova           | Manon Petit          |
| 2017 Klínovec       | Kristina Paul      | Jana Fischer            | Julia Pereira        |

### Big air
| Rok i miejsce          | Złoto            | Srebro              | Brąz            |
| ---------------------- | ---------------- | ------------------- | --------------- |
| 2004 Oberwiesenthal    | Paulina Ligocka  | Mary Sallah         | Anna Jalasti    |
| 2005 Zermatt           | Ursina Haller    | Eva Lindbichler     | Tina Luft       |
| 2006 Vivaldi Park      | Sina Candrian    | Alexandra Duckworth | Meri Peltonen   |
| 2007 Bad Gastein       | Sina Candrian    | Jordan Karlinski    | Atti Holst      |
| 2008 Valmalenco        | Šárka Pančochová | Helene Olafsen      | Enni Rukajärvi  |
| 2010 Otago             | Enni Rukajärvi   | Urška Pribošič      | Klaudia Medlová |
| 2016 Seiser Alm        | Sofja Fiodorowa  | Nora Healey         | Océane Fillion  |
| 2017 Szpindlerowy Młyn | Tess Coady       | Reira Iwabuchi      | Elli Pikkujamsa |

### Slopestyle
| Rok i miejsce          | Złoto             | Srebro          | Brąz            |
| ---------------------- | ----------------- | --------------- | --------------- |
| 2010 Otago             | Enni Rukajärvi    | Urška Pribošič  | Samm Denena     |
| 2011 Valmalenco        | Anna Gyarmati     | Merika Enne     | Karly Schorr    |
| 2012 Sierra Nevada     | Katarzyna Rusin   | Indigo Monk     | Celia Petrig    |
| 2013 Erzurum           | Laurie Blouin     | Chloé Sillieres | Celia Petrig    |
| 2014 Valmalenco        | Hailee Mattingley | Elli Pikkujamsa | Katie Ormerod   |
| 2015 Yabuli            | Nora Healey       | Elli Pikkujamsa | Chloé Sillieres |
| 2016 Seiser Alm        | Chloé Sillières   | Sofja Fiodorowa | Nora Healey     |
| 2017 Szpindlerowy Młyn | Tess Coady        | Reira Iwabuchi  | Elli Pikkujamsa |